# Ustavna monarhija
Ustavna monarhija je državna ureditev, v kateri je državni voditelj monarh, njegova politična moč pa je omejena z določili ustave (po čemer se loči od absolutne monarhije). Mnoge sodobne monarhije imajo izvoljen parlament, ki ima več moči kot monarh; ta ima predvsem ceremonialno vlogo. V Združenem kraljestvu Velike Britanije in Severne Irske pa ima monarh še vedno precejšnje pristojnosti - monarh se mora strinjati s sprejetimi zakoni, drugače le-ti ne pridejo v veljavo - monarhu ni treba podpisati zakona, če tega ne želi in zakon ne pride v veljavo. V zadnjih 300 letih britanski monarhi niso ugovarjali volji parlamenta. Britanski monarh je tudi vrhovni poveljnik Oboroženih sil Združenega kraljestva. Britanski monarh izbere in imenuje ministrskega predsednika - izbere lahko kogar koli, čeprav je že dolgo v navadi, da izbere zmagovalca volitev, ker ima le-ta realno možnost za sestavo vlade.
Med današnjimi ustavnimi monarhijami so Avstralija, Bahrajn, Belgija, Belize, Danska, Japonska, Jordanija, Kambodža, Kanada, Lesoto, Luksemburg, Malezija, Maroko, Nizozemska, Norveška, Nova Zelandija, Španija, Švedska, Tajska in Združeno kraljestvo. Zadnja država, ki je spremenila svoj politični sistem iz absolutne monarhije v ustavno, je Butan (leta 2007).